# أندريه لينده
اندري لينده واسمه الكامل «أندريه ديميترييفييتش لينده» (بالروسية:  Андре́й Дми́триевич Ли́нде) فيزيائي وفلكي أمريكي من أصل سوفييتي اشتهر بأعماله في نظرية التضخم الكوني وقد ولد في 2 مارس 1948 في موسكو،روسيا عندما كانت عاصمة الاتحاد السوفيتي.